# Darnis trifasciata
Darnis trifasciata är en insektsart som beskrevs av Fabricius. Darnis trifasciata ingår i släktet Darnis och familjen hornstritar. Inga underarter finns listade i Catalogue of Life.